# Orchestre National de France

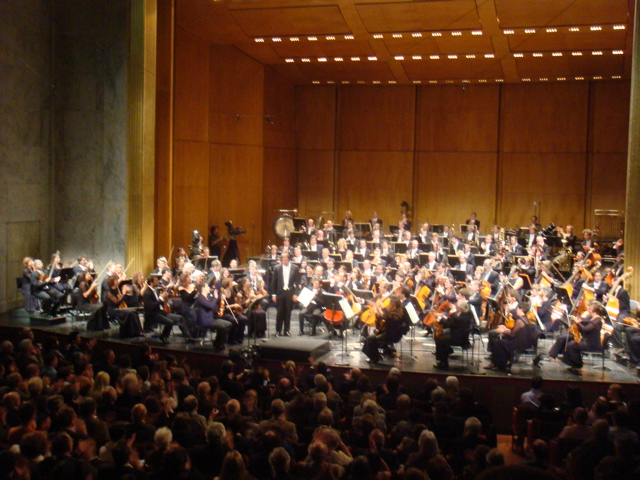
Orchestre National de France

Het Orchestre National de France (Nationaal Orkest van Frankrijk) is een Frans symfonieorkest dat valt onder Radio France. Het orkest stond vroeger bekend onder de namen Orchestre National de la Radiodiffusion Française en Orchestre National de l'ORTF, waarbij "ORTF" een acronym is voor Office de Radiodiffusion Télévision Française.
Het orkest heeft sinds 1944 het Théâtre des Champs-Élysées in Parijs als thuisbasis, waar het ook af en toe opera's begeleidt. Concerten worden ook gegeven in het Olivier Messiaen Auditorium in het Maison de la Radio.
Van 2009 tot 2012 was de Nederlander Jan Willem Loot artistiek directeur van het orkest.
Radio France neemt alle concerten van het orkest op. 

## Dirigenten
- Daniele Gatti (vanaf september 2008)
- Kurt Masur (2002–2008)
- Charles Dutoit (1991–2001)
- Lorin Maazel (1987–1991)
- Sergiu Celibidache (1973–1975)
- Jean Martinon (1968–1973)
- Charles Münch (1962–1968)
- Maurice Le Roux (1960–1967)
- André Cluytens (1951–1960)
- Roger Désormière (1947–1951)
- Manuel Rosenthal (1944–1947)
- Désiré-Emile Inghelbrecht (1934–)